# シヴァージー3世
シヴァージー3世（Shivaji III, 1756年 3月16日 - 1813年4月24日）は、インドのデカン地方、コールハープル・マラーター王国及びコールハープル藩王国の君主（在位：1762年 - 1813年）。

## 生涯
1756年3月16日、コールハープル・マラーター王国の一族マンカージー・ラーオ・ボーンスレーの息子として、カーンワトで誕生した。
1760年12月18日、コールハープル・マラーター王サンバージー2世が死亡し、1762年9月22日にその妃ジージー・バーイーによって養子とされ、王位を継承した。
その治世、1812年10月1日にイギリスと軍事保護条約を締結し、従属下の藩王国となった（コールハープル藩王国）。
1813年4月24日、シヴァージー3世はパンハーラー死亡し、息子のサンバージー3世が王位を継承した。